# Bernhard von Kleist
Bernhard  August Wilhelm von Kleist (* 20. Juli 1843 in Drenow, Kreis Belgard; † 5. März 1929 ebenda) war ein preußischer Landwirt und Politiker.

## Familiärer Hintergrund
Bernhard von Kleist entstammte dem Ast Damen der Linie Muttrin-Damen des Hauses Kleist, und somit aus pommerschem Uradel und war der zweitälteste Sohn des Hermann Karl August Otto von Kleist (1800–1884), Gutsherrn auf Drenow, und der Agnes von Gersdorf (1812–1884).

## Leben
Bernhard von Kleist besuchte die Gymnasien in Neustettin und Kolberg, bevor er sich für eine militärische Laufbahn entschied. Er trat nach dem Ablegen des Fähnrichs-Examens in Berlin im August 1861 in das 7. Pommersche Infanterie-Regiment Nr. 54 ein und wurde im Juli 1863 zum Secondeleutnant ernannt. Seine Einheit wurde im Juli 1863 nach Swinemünde verlegt, um dort auf den bevorstehenden Krieg gegen Dänemark ausgerüstet zu werden. An diesem Feldzug konnte er aber wegen einer ernsthaften Erkrankung durch Typhus nicht teilnehmen: die Folgen der Erkrankung führten zur Invalidität und am 1. Februar 1866 zum Abschied aus dem aktiven Dienst.
Er wandte sich nun der Landwirtschaft zu. Zunächst erwarb er durch Kauf von seinem Vater Hermann von Kleist das väterliche Gut Drenow. Danach begann er unverzüglich mit der Melioration des Landes. Im Laufe der Jahre, nur durch eine kurzzeitige Reaktivierung im aktiven Militärdienst 1870/71 unterbrochen, in der er eine Gefangenen-Kompanie in Stettin befehligte, gewann er durch Meliorationen weitere 600 Morgen Ackerland und 60 Morgen Wiesen zu seinen bisher bewirtschaften Ländereien hinzu. Zusätzlich errichtete er auf seinem Gut eine Stärkefabrik.
Neben der Bewirtschaftung seines Gutes beschäftigte er sich als Mitglied der Konservativen Partei Preußens mit politischen Fragen. Er wurde für den Wahlkreis Köslin 5 (Neustettin, Belgard) für die 20. Wahlperiode (1903 bis 1908) in das Preußische Abgeordnetenhaus als Abgeordneter der Konservativen gewählt.
Bernhard von Kleist war Ehrenritter des Johanniter-Ordens. Verheiratet war er seit dem 23. Oktober 1866 mit Agnes Henze (1845–1916). Aus dieser Ehe gingen drei überlebende Kinder hervor, zwei Söhne und eine Tochter.